# Pavol Winczer
Pavol Winczer (* 2. April 1935 in Bratislava; † 28. August 2014 ebenda) war ein österreichischer Slawist.

## Leben
Pavol Winczer wuchs in Kežmarok auf, wo sein Vater in der großväterlichen Textilhandlung arbeitete. Während in seiner Familie deutsch gesprochen wurde, besuchte er eine Schule mit slowakischer Unterrichtssprache. Von 1945 bis 1948 lebte er in der polnischen Stadt Suwałki und setzte dort den Schulbesuch fort, so dass er eine weitere Sprache erlernte. 1953 erlangte er die Matura in Kežmarok und studierte anschließend Polonistik und Russistik an der Prager Karls-Universität, wo er unter anderem ein Schüler von Karel Krejčí (1904–1979) war. 1958 schloss er das Studium mit einer Diplomarbeit über den polnischen Lyriker Julian Przyboś ab.
Nach dem Militärdienst in Sokolov kam Winczer 1960 in seine Geburtsstadt Bratislava. Er arbeitete zunächst als wissenschaftliche und bibliothekarische Hilfskraft, bevor er 1961 Redakteur im Verlag Slovenské vydavateľstvo krásnej literatúry (später Tatran) wurde. Seine dortige Tätigkeit in der Abteilung für slawische Literaturen – das Vorschlagen von Texten zur Übersetzung und Betreuung ihrer Herausgabe – beeinflusste seinen weiteren wissenschaftlichen Werdegang maßgeblich. Sie lenkte sein Interesse auf Komparatistik, Literatursoziologie und die Bedeutung von Übersetzungen.
Ab 1963 war Winczer als Doktorand und Stipendiat am Institut für Weltliteratur (Ústav svetovej literatúry a jazykov) der Slowakischen Akademie der Wissenschaften (SAV) tätig. 1968 schloss er seine Doktorarbeit ab, die sich mit der poetischen Avantgarde Polens und der Tschechoslowakei in der Zwischenkriegszeit beschäftigte (1974 erschienen als Poetika básnických smerov v pol̕skej a slovenskej poézii 20. storočia). Von 1969 bis 1992 war Winczer Mitarbeiter der SAV, zuletzt als Vizedirektor des Instituts für Weltliteratur. Er war auch als freier Mitarbeiter der Zeitschrift Slovenské pohľady, als Übersetzer polnischer Prosa sowie Verfasser von Lektoratsgutachten für verschiedene Verlage tätig.
Ab 1992 lehrte Winczer als ordentlicher Professor für westslawische Literaturen am Institut für Slawistik der Universität Wien. Von 1994 bis 1996 war er Vorstand des Instituts für Slawistik der Universität Wien. Er war auch Mitherausgeber des Wiener Slavistischen Jahrbuchs. 2003 wurde er emeritiert. 2004 folgte seine Aufnahme als auswärtiges Mitglied in die Polnische Akademie der Wissenschaften.
Seine Forschungsschwerpunkte waren die polnische, tschechische und slowakische Literatur des 19. und 20. Jahrhunderts im europäischen Kontext.
Winczer war ab 1964 verheiratet und hatte einen Sohn.

## Schriften (Auswahl)
- Poetika básnických smerov v polʹskej a slovenskej poézii 20. storočia. Bratislava 1974, OCLC 3161760.
- Súvislosti v čase a priestore. Básnická avantgarda, jej prekonávanie a dedičstvo (Čechy, Slovensko, Polʹsko). Bratislava 2000, ISBN 80-224-0614-7.
- Literatúra v hl'adaní čitatel'a (20. roky: Karel Čapek, Il'ja Erenburg). Bratislava 2013, ISBN 978-80-224-1330-5.